# Лоллии
Ло́ллии (лат. Lollii, англ. Lollia gens) — древнеримский плебейский род, происходивший от самнитов или сабинов и разросшийся лишь во времена Цицерона. Из отдельных его представителей наиболее известны:
- Самнитянин Лоллий (ум. после 266 до н. э.), попавший в Рим в 266 году до н. э. в качестве заложника, но бежавший оттуда на родину и с собранным там отрядом опустошавший римские владения. Его плохо вооруженное войско было рассеяно, а он сам — взят в плен[1];
- Марк Лоллий Паликан (ум. после 60 до н. э[2].), народный трибун 71 года до н. э., боровшийся за восстановление урезанных Суллой прав трибунской власти и поддержавший Lex iudiciaria Луция Аврелия Котты. За это его ненавидели оптиматы, сумевшие отстранить его от консульства (в частности, стараниями Гая Кальпурния Пизона). Как сторонник Помпея[3], смог достичь лишь претуры в 69 до н. э[1].;
- Марк (Лоллий) Паликан (ум. после 39 до н. э.), сенатор, имя которого фигурирует в одном сенатском постановлении, датируемым 39 годом до н. э[4].;
- Луций Лоллий Паликан (I в. до н. э.), член коллегии монетных триумвиров около 45 года до н. э., претор около 36 года до н. э. Предположительно, после 23 года до н. э. управлял Киренаикой;
- Марк Лоллий Пауллин (ум. 2), первый наместник Галатии, ординарный консул в 21 г. до н. э. В 16 году до н. э. он командовал легионами в Германии и сначала одерживал победы, но потом был разбит сигамбрами, узипетами и тенктерами. Во 2 году Марк был приставлен как rector к Гаю Цезарю и отправился вместе с ним в Армению. Его влияние на юного Гая характеризовалось современниками как дурное: Марк Лоллий был жаден, хитёр и порочен, что, по-видимому, и стало причиной его внезапной смерти[1];
- Марк Лоллий (ок. 25 до н. э. — после 15), сын предыдущего;
- Лоллия Паулина (ок. 15—49), внучка консула 21 года до н. э. и дочь предыдущего, третья жена императора Калигулы.
- Лоллий Басс (I в.), латинский поэт-эпиграмматист, писавший по-гречески.